# (90396) Franklopez
(90396) Franklopez est un astéroïde de la ceinture principale.

## Description
(90396) Franklopez est un astéroïde de la ceinture principale. Il fut découvert le 16 décembre 2003 aux Monts Santa Catalina par Richard Erik Hill. Il présente une orbite caractérisée par un demi-grand axe de 2,57 UA, une excentricité de 0,09 et une inclinaison de 10,6° par rapport à l'écliptique.

## Compléments